# Anton Huiskes
Antonius Albertus Jozef Huiskes (Wierden, 5 maart 1928 – Coux-et-Bigaroque, 9 november 2008) was een Nederlands langebaanschaatser. Hij werd vooral bekend als coach van Ard Schenk en Kees Verkerk.

## Loopbaan

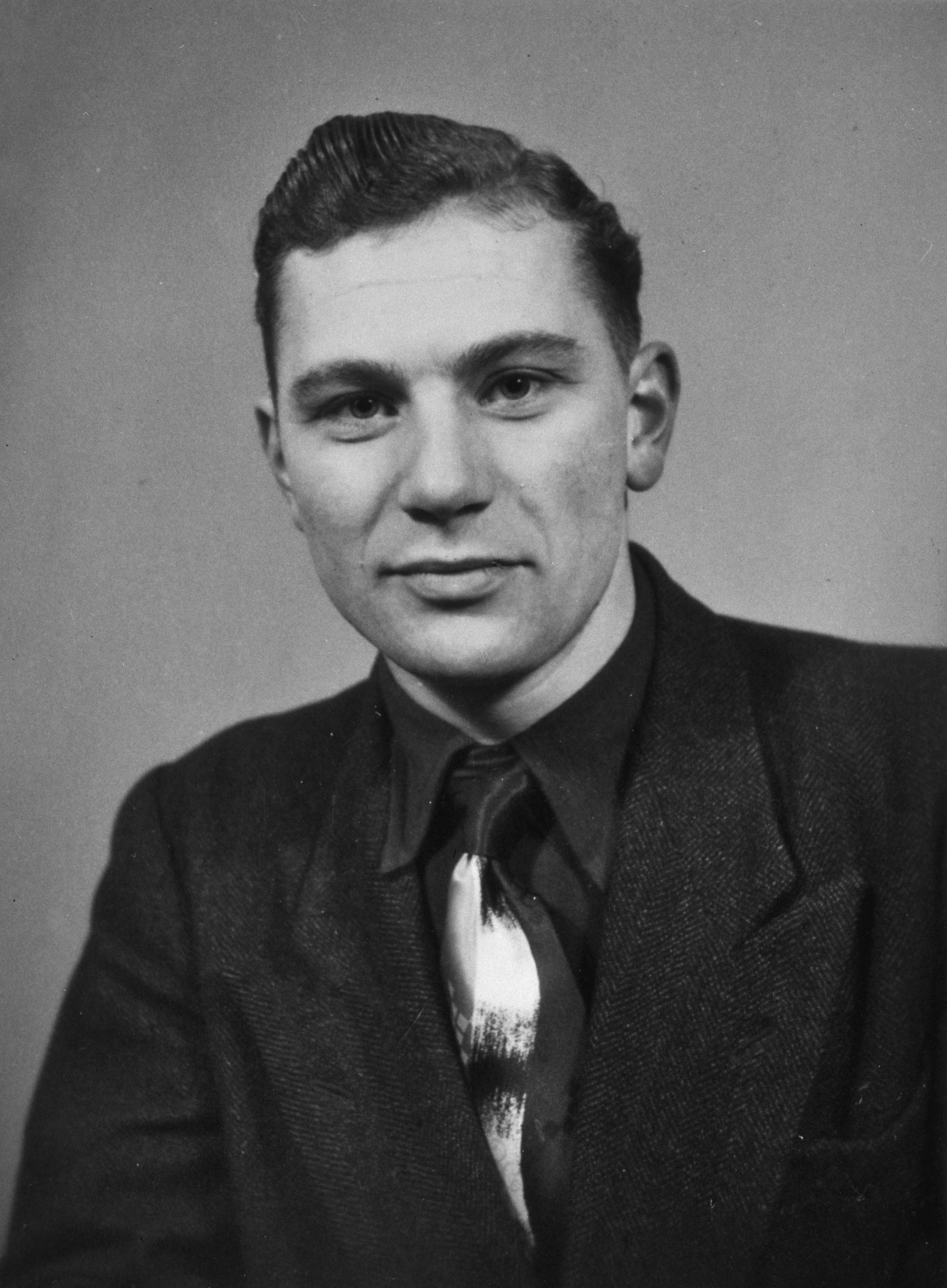
Anton Huiskes (1952)

Zijn opvallendste prestaties als schaatser zijn de vierde en vijfde plaats op de 5.000 en de 10.000 meter tijdens de Olympische Winterspelen 1952 in Oslo. In 1953 verbeterde hij het wereldrecord op de 3.000 meter, dat pas in 1963 door Knut Johannesen verbeterd zou worden.
Zijn grootste bekendheid verwierf Anton Huiskes als trainer/coach van Ard Schenk en Kees Verkerk in de jaren 1965/1966, de periode dat zij hun eerste grote successen behaalden. De naam Huiskes is verbonden met de jaren dat het schaatsen in korte tijd immens populair werd in Nederland, ook omdat de Europese en Wereldkampioenschappen voor het eerst integraal op de televisie werden uitgezonden.
In 1967/1968 was hij coach van Zweedse schaatsers als Johnny Höglin en Örjan Sandler.
In 1972 werd hij coach van de Nederlandse topschaatsers in het profcircuit dat korte tijd bestaan heeft.
Intussen was hij sinds 1960 directeur van instellingen die de recreatiesport bevorderden met name binnen het jeugd- en jongerenwerk. Hij was een pionier op dit gebied. Naast zijn werk zette hij zich in voor het schaatsen voor verstandelijk gehandicapten. De Stichting Anton Huiskes is hier uit voortgekomen. In 2008 overleed hij op 80-jarige leeftijd in zijn huis in het zuiden van Frankrijk.

## Records

### Persoonlijke records
| Afstand      | Tijd    | Datum            | Baan  |
| ------------ | ------- | ---------------- | ----- |
| 500 meter    | 44,7    | 24 januari 1953  | Davos |
| 1000 meter   | 1.33,9  | 2 februari 1954  | Davos |
| 1500 meter   | 2.18,1  | 4 februari 1954  | Davos |
| 3000 meter   | 4.40,2  | 24 januari 1953  | Davos |
| 5000 meter   | 8.11,0  | 25 januari 1953  | Davos |
| 10.000 meter | 17.18,9 | 10 februari 1952 | Hamar |

### Wereldrecords
| Nr. | Afstand    | Tijd   | Datum           | Baan  |
| --- | ---------- | ------ | --------------- | ----- |
| 1.  | 3000 meter | 4.40,2 | 24 januari 1953 | Davos |

## Resultaten
| Jaar | NK Allround    | EK Allround     | Olympische Spelen                                   | WK Allround      |
| ---- | -------------- | --------------- | --------------------------------------------------- | ---------------- |
| 1948 |                | 20 (26,13,21,-) | St. Moritz 27e 500m 24e 1500m 12e 5000m 14e 10.000m |                  |
| 1949 |                | 12 (16,12,12,8) |                                                     | 12 (24,11,19,10) |
| 1950 |                | 8 (9,7,14,9)    |                                                     | 22 (26,18,15,-)  |
| 1951 | 4 · (5,,4,)    |                 |                                                     |                  |
| 1952 |                | 12 (23,10,20,9) | Oslo 4e 5000m 5e 10.000m                            | 7 (16,4,16,7)    |
| 1953 |                | 5 · (12,5,12,)  |                                                     | 6 · (17,,17,)    |
| 1954 |                | 19 (23,15,19,-) |                                                     |                  |
| 1955 | 7 (13,8,12,7)  |                 |                                                     |                  |
| 1956 | 16 (9,19,16,-) |                 |                                                     |                  |